# Растратчики (мюзикл)
«Растра́тчики» — российский мюзикл на музыку Максима Леонидова и либретто и слова Александра Шаврина. Основан на одноимённой повести Валентина Катаева. Поставлен театральной компанией «Театр мюзикла». Мировая премьера состоялась 18 ноября 2012 года в «Театре мюзикл» в Москве, Россия.

## Актёрский состав
| Роль                       | Артисты                                                         |
| -------------------------- | --------------------------------------------------------------- |
| Филипп Степанович Прохоров | Максим Леонидов, Алексей Кортнев, Максим Заусалин, Юрий Мазихин |
| Ванечка Клюквин            | Артём Лысков, Станислав Беляев, Денис Котельников               |
| Зоя                        | Ксения Ларина, Екатерина Новоселова                             |
| Жоржик                     | Денис Котельников, Иван Латушко                                 |
| Изабелла                   | Ксения Кастор, Анна Гученкова, Елена Моисеева                   |
| Никита                     | Константин Соколов, Иван Латушко                                |
| Сергеева                   | Виктория Соловьёва                                              |
| Янина                      | Елена Моисеева                                                  |
| Цыганка                    | Татьяна Батманова                                               |
| Середа                     | Андрей Вальц, Евгений Вальц                                     |
| Официант                   | Аркадий Кашкин                                                  |

## Постановки
| Город (страна)   | Компания            | Театральная площадка | Дата открытия | Дата закрытия | Кол-во спектаклей |
| ---------------- | ------------------- | -------------------- | ------------- | ------------- | ----------------- |
| Москва* (Россия) | АНО «Театр мюзикла» | «Театр мюзикла»      | 18.11.2012    | 20.12.2015    | н.д.              |

(*) — прокат блочного типа.